# Биканер (княжество)

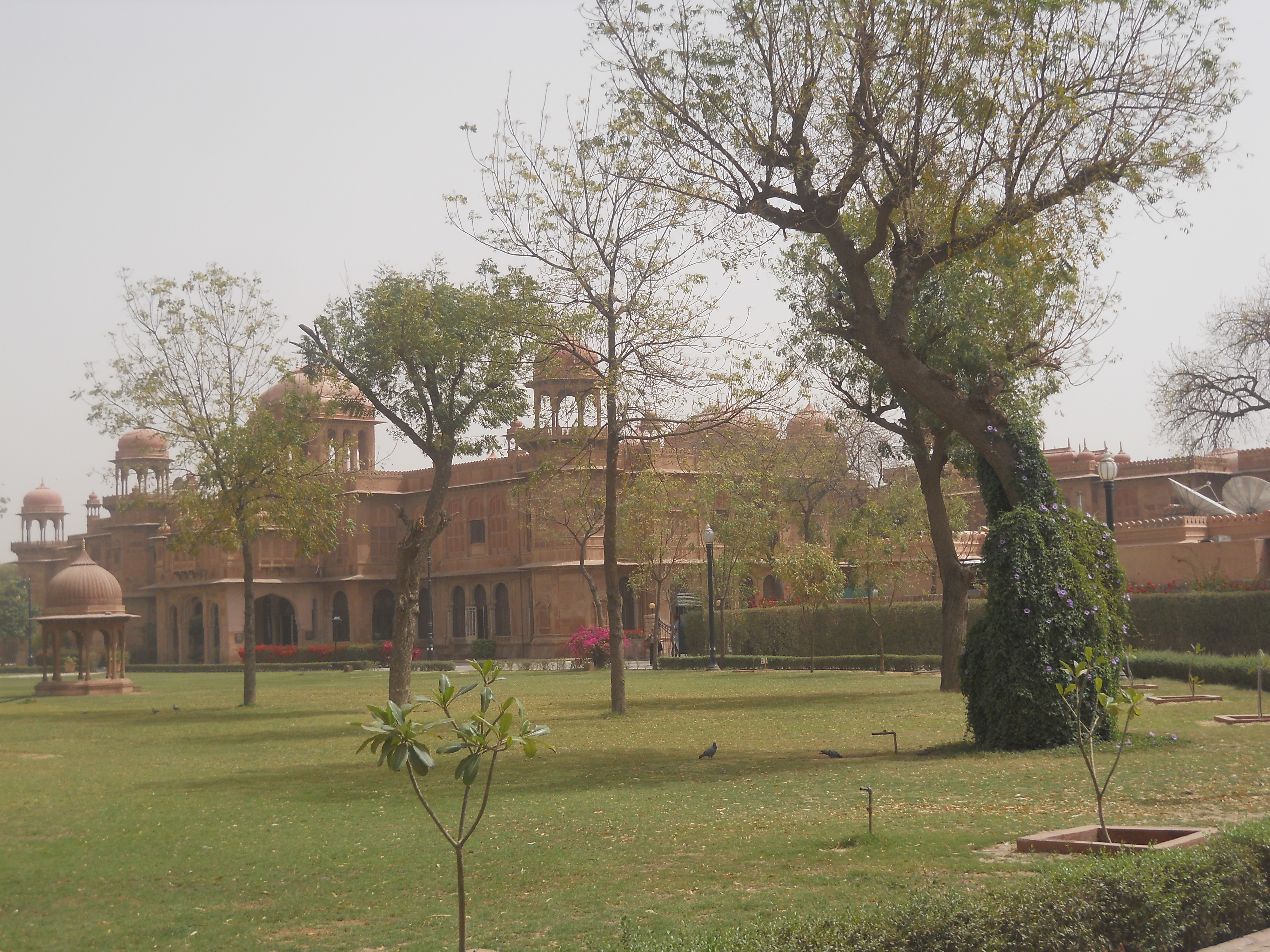
Биканер Лакшми Нивас Палас

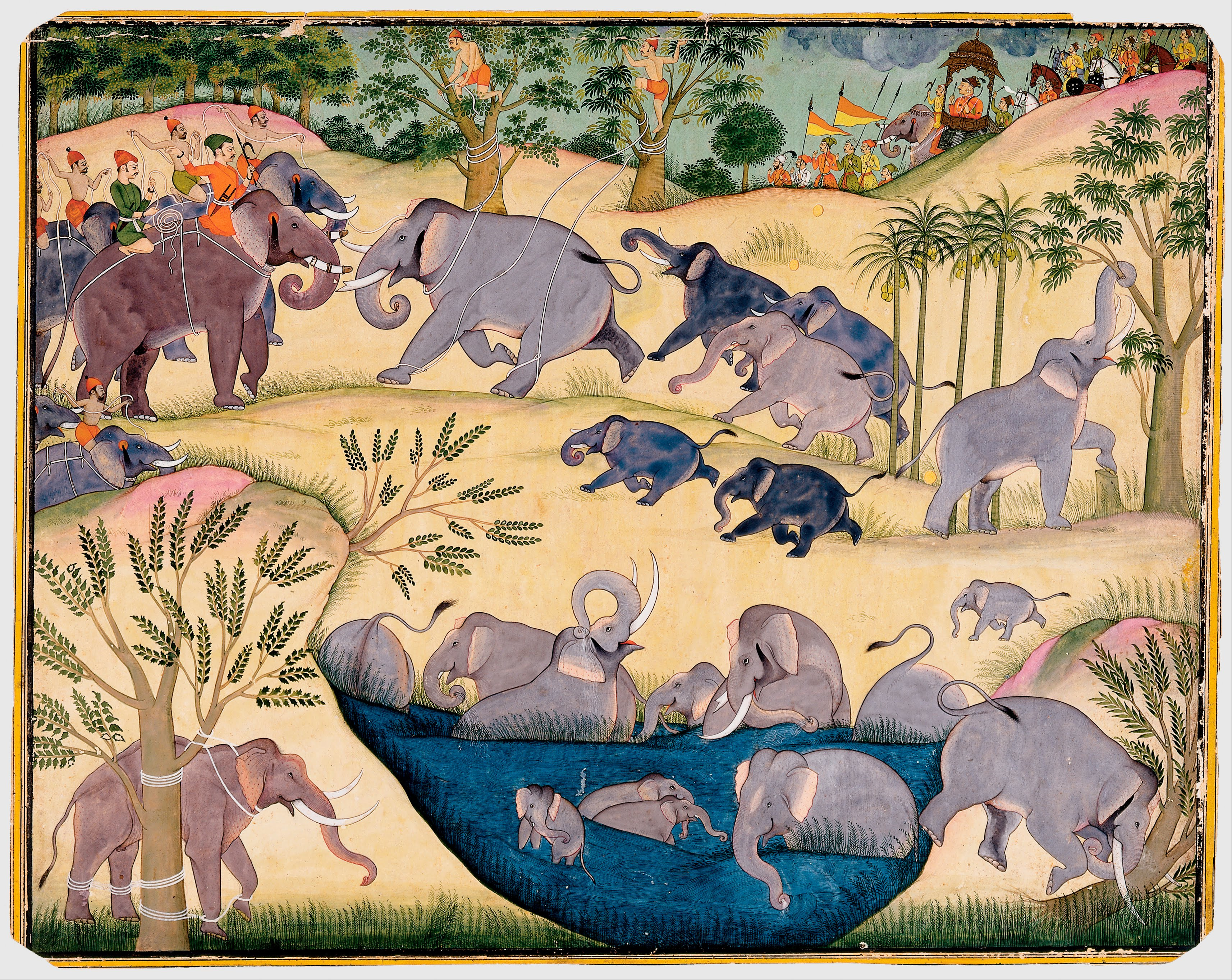
Махараджа Ануп Сингх из Биканера охотится на слонов

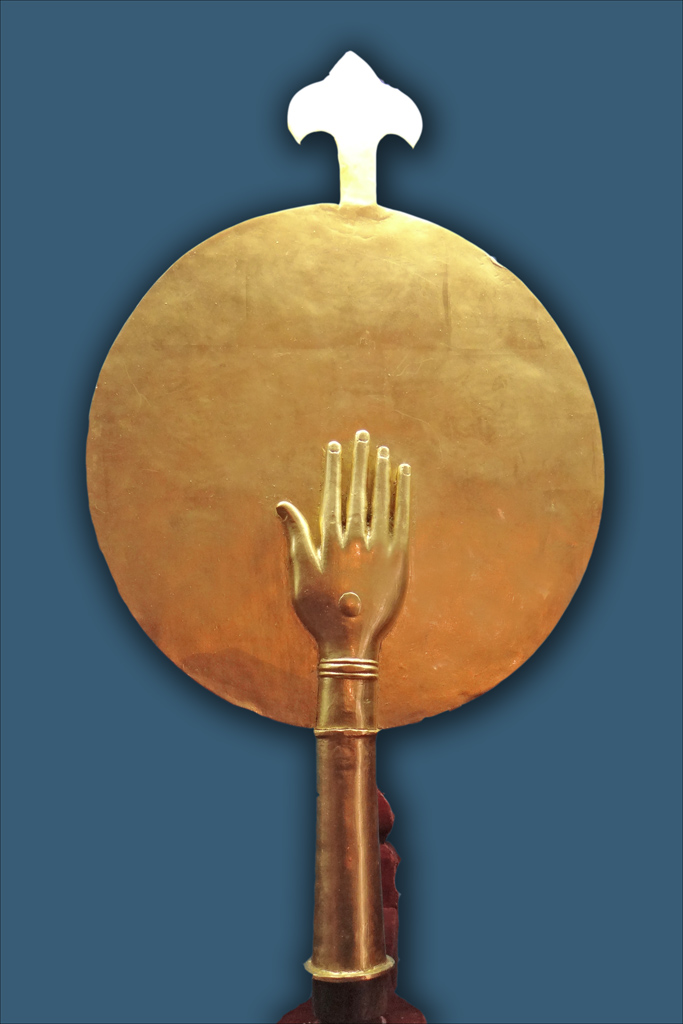
Почетные знаки отличия из золота, подаренные могольским императором Махарадже Биканеру.

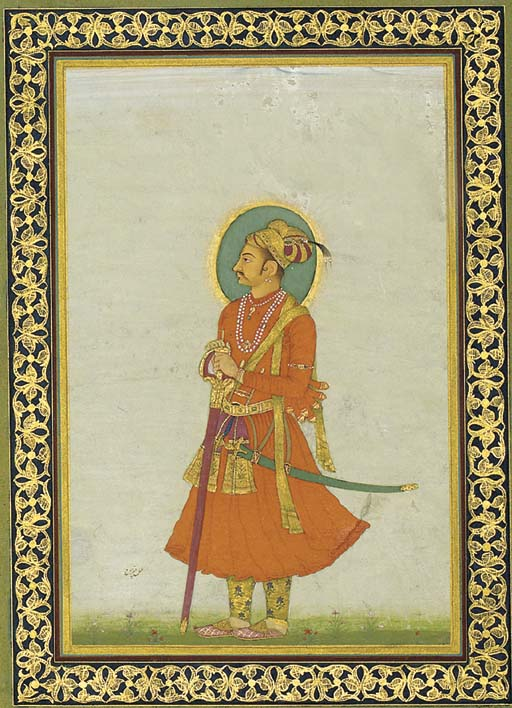
Раджа Каран Сингх из Биканера, союзник и враг Аурангзеба.

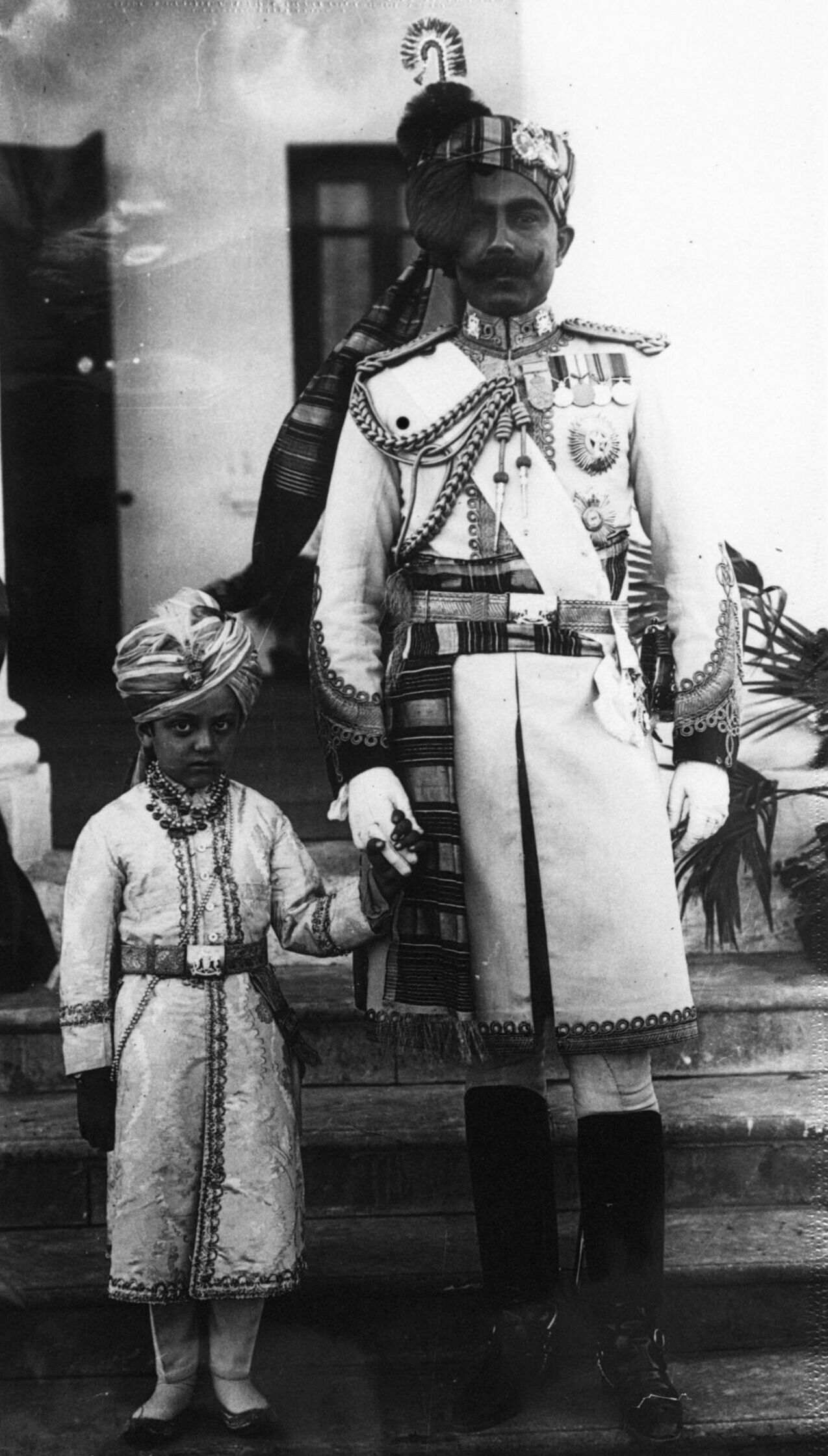
Махараджа Ганга Сингх из Биканера со своим сыном в 1914 году

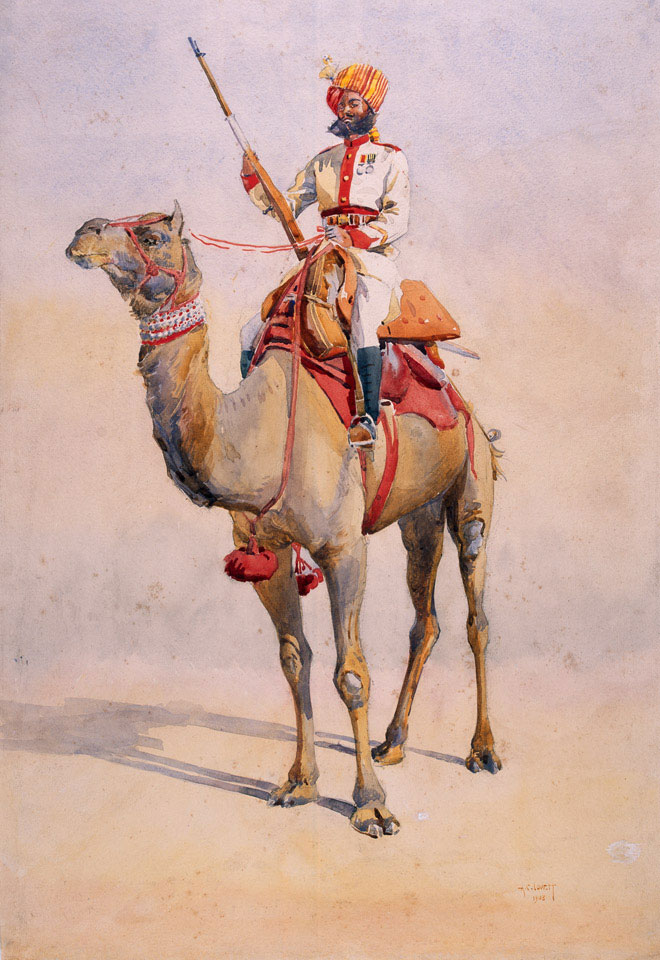
Солдат Биканерского Верблюжьего Корпуса

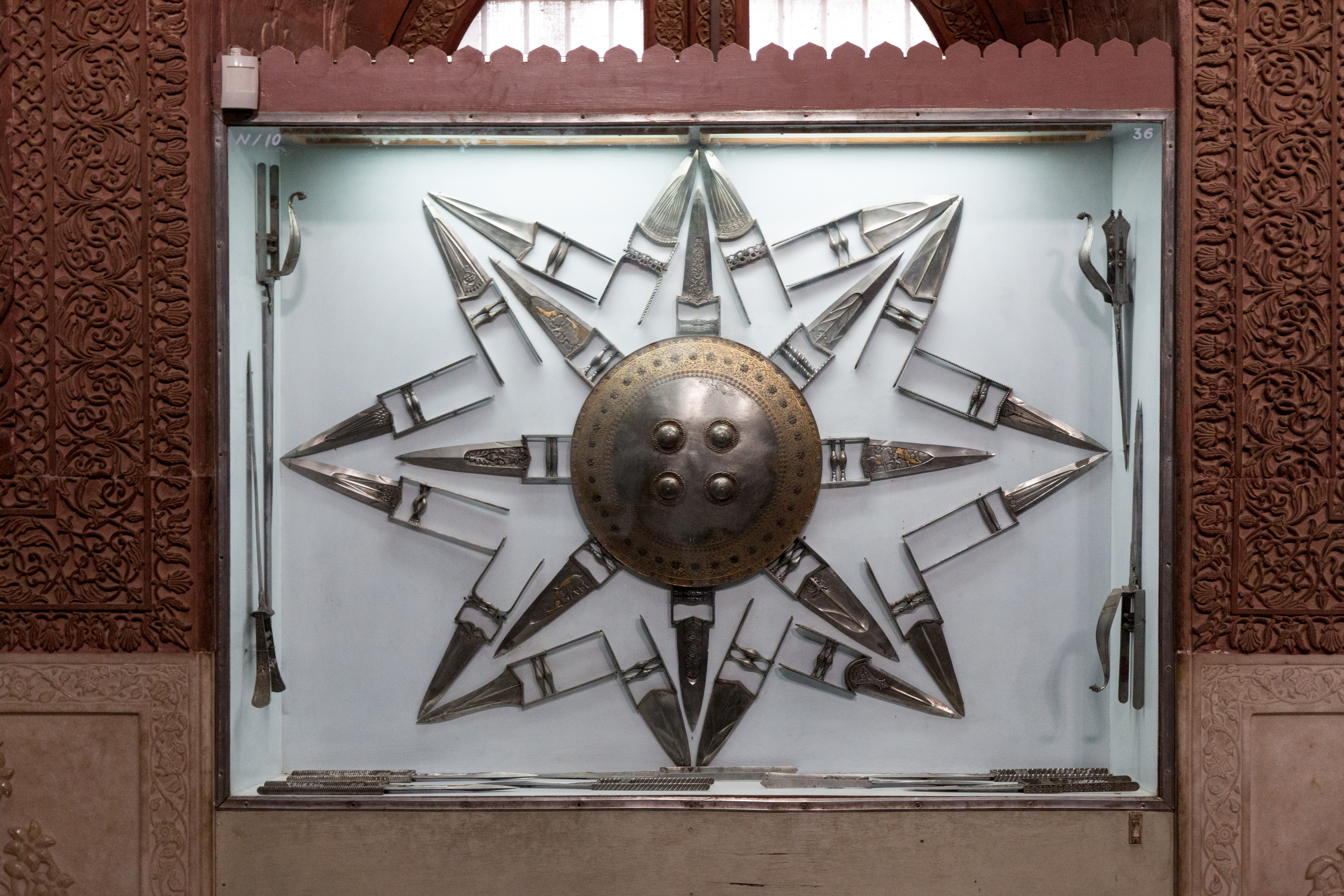
Доска боевых кинжалов в Дарбар-Холле

Княжество Биканер — туземное княжество в Британской Индии, существовавшее с 1465 по 1947 год. Основатель государства Рао Бика был одним из сыновей Рао Джодхи, правителя Джодхпура. Рао Бика решил основать своё собственное княжество вместо того, чтобы унаследовать владения своего отца. Бика победил джатские кланы Джангладеша и основал своё собственное княжество. Его столицей был город Биканер в северной части современного штата Раджастхан в Индии.
В княжестве был создан так называемый Биканерский стиль живописи.
Площадью 60 391 км² (23 317 кв. миль), княжество Биканер было вторым по величине государством в Агентстве Раджпутаны после княжества Джодхпур с доходов 2 600 000 рупий в 1901 году. Взяв в 1947 году призыву Валлабхаи Пателя об интеграции княжеств в состав новой независимой Индии, последний правитель Биканера, Махараджа Садул Сингх, как сообщал его деван Кавалам Мадхава Паниккар, уважаемый индийский историк и дипломат, был одним из первых правителей княжеского государства, изъявивший готовность присоединиться к Индийскому союзу. Опубликовав в апреле 1947 года публичное обращение к своим собратьям-принцам с призывом присоединиться к Учредительному собранию Индии, Махараджа Биканера подал пример для подражания другим главам туземных княжеств.

## История
Государство Биканер  основано в 1465 году. 9 марта 1818 года оно стало британским протекторатом. Британские власти пожаловали княжеству Биканер салют из 17 орудий. К моменту обретения Индией независимости  княжество Биканер граничит с Пакистаном. Присоединение к Индийскому Союзу было подписано махараджей 7 августа 1947 года.

## Правители
Правителями княжества была раторская раджпутская династия, родственная правящей династии Джодхпура.

### Рао/Раджа
- 1465—1504: Рао Бика (5 августа 1438 — 17 июня 1504), второй сын Рао Джоджи (1414—1489), махараджи Джодпура (1438—1489).
- 1504—1505: Рао Нар Сингх (Наро) (1468 — 13 января 1505), старший сын предыдущего
- 1505—1526: Рао Лункаран (12 января 1470 — 30 марат 1526), младший брат предыдущего
- 1526—1542: Рао Джайт Сингх (31 октября 1489 — 26 февраля 1542), второй сын предыдущего
- 1542—1571: Рао Кальян Мал (6 января 1519 — 24 января 1574), старший сын предыдущего. Признал сюзеренитет могольского императора Акбара.
- 1571—1612: Рао/Раджа Рай Сингх I (20 июля 1541 — 22 января 1612), старший сын предыдущего. Известный генерал в армии Великих Моголов. Получил титул раджи. С 1585 по 1594 год он служил в Декане у императора Акбара, где был Субадаром Бурханпура.
- 1612—1613: Раджа Далпат (24 января 1565—1613), второй сын предыдущего. Сур Сингх восстал против своего старшего брата Далпата и убил его вместе с его охраной с согласия могольского императора Джахангира.
- 1613—1631: Раджа Сур Сингх (28 ноября 1594 — 15 сентября 1631), младший брат предыдущего, второй сын раджи Рай Сингха.
- 1631—1667: Раджа Каран Сингх (30 января 1616—1669), старший сын предыдущего. Свергнут Аурангзебом и сослан в Каранапур в наместничестве Декан.
- 1667—1669: междуцарствие.

### Махараджа
- 1669—1698: Махараджа Ануп Сингх (1638—1698), старший сын предыдущего. Первый, кому император Аурангзеб пожаловал титул махараджи.
- 19 июня 1698 — 15 декабря 1700: Махараджа Саруп Сингх (23 июля 1689 — 15 декабря 1700), старший сын предыдущего
- 15 декабря 1700 — 16 декабря 1735: Махараджа Суджан Сингх (28 июля 1690 — 16 декабря 1735), младший брат предыдущего
- 16 декабря 1735 — 15 мая 1746: Махараджа Зоравар Сингх (14 января 1713 — 15 мая 1746), старший сын предыдущего
- 15 мая 1746 — 25 марта 1787: Махараджа Гадж Сингх (28 марта 1723 — 25 марта 1787), двоюродный брат и преемник предыдущего
- 25 марта 1787 — 25 апреля 1787: Махараджа Радж Сингх II (12 октября 1744 — 25 апреля 1787), старший сын предыдущего
- 25 апреля 1787 — 9 октября 1787: Махараджа Пратап Сингх (май 1781 — 9 октября 1787), старший сын предыдущего
- 25 апреля 1787 — 25 марта 1828: Махараджа Сурат Сингх (18 декабря 1765 — 25 марта 1828), дядя предыдущего, четвертый сын махараджи Гаджа Сингха, регент княжества до 9 октября 1787 года
- 25 марта 1828 — 7 августа 1851: Махараджа Ратан Сингх (30 декабря 1790 — 7 августа 1851), старший сын предыдущего
- 7 августа 1851 — 16 мая 1872: Махараджа Сардар Сингх (13 сентября 1818 — 16 мая 1872), старший сын предыдущего
- 16 мая 1872 — 19 августа 1887: Махараджа Дунгар Сингх (22 августа 1854 — 19 августа 1887), дальний родственник, усыновлен старшей вдовой Сардара Сингха. Старший из трех сыновей Махараджа Шри Лал Сингха (1831—1887), потомка 14-го махараджи Биканера.
- 19 августа 1887 — 2 февраля 1943: Махараджа Ганга Сингх (13 октября 1880 — 2 февраля 1943), младший брат и приёмный сын предыдущего. с 24 июля 1901 года — сэр Ганга Сингх
  - 19 августа 1887 — 16 декабря 1898: британские политические агенты-регенты княжества
- 2 февраля 1943 — 15 августа 1950: Махараджа Садул Сингх (7 сентября 1902 — 25 сентября 1950), второй сын предыдущего, с 1 января 1946 года — сэр Садул Сингх
- 1950—1971: Махараджа Карни Сингх (21 апреля 1924 — 6 сентября 1988), старший сын предыдущего. В 1971 году был лишен личной казны, всех должностей и титулов правительством Индии.

### Титульные правители
- 1971—1988: Карни Сингх (21 апреля 1924 — 6 сентября 1988), старший сын Махараджи Садула Сингха
- 1988—2003: Нарендра Сингх (13 января 1946 — 24 октября 2003), единственный сын предыдущего
- 2003 — настоящее время: Рави Радж Сингх (род. 5 апреля 1977), двоюродный племянник предыдущего, единственный сын Чандра Шекхара Сингха (род. 1948), внук подполковника Амара Сингха (1925—2007), второго сына Махараджи Садула Сингха.

## Генеалогическое древо правителей Биканера
- I. Рао Бикаджи из Биканера (1438—1504; Раи с 1488 года; годы правления: 1465—1504)
  -  II. Рао Народжи из Биканера (1468—1505; годы правления: 1504—1505)
  -   III. Рао Лункарджи из Биканера (1470—1526; годы правления: 1505—1526)
    -   IV. Рао Джетаджи из Биканера (1489—1542; годы правления: 1526—1542)
      -   V. Рао Кальян Мал из Биканера (1519—1574; годы правления: 1542—1574)
        -   VI. Раи Сингх I, Раджа Биканера (1541—1612; годы правления: 1574—1612)
          -  VII. Далпат Сингх, Раджа Биканера (1565—1613; годы правления: 1612—1613)
          -   VIII. Сур Сингх, Раджа Биканера (1594—1631; годы правления: 1613—1631)
            -   IX. Каран Сингх, Раджа Биканера (1616—1669; годы правления: 1631—1667)
              -   X. Ануп Сингх, Махараджа Биканера (1638—1698; годы правления: 1667—1698; Раджа с 1667 года, махараджа с 1675 года)
                -  XI. Саруп Сингх, Махараджа Биканера (1689—1700; годы правления: 1698—1700)
                -  XII. Суджан Сингх, Махараджа Биканера (1690—1735; годы правления: 1700—1735)
                  -   XIII. Зоравар Сингх, Махараджа Биканера (1713—1746; годы правления: 1735—1746)

                -  Ананд Сингх
                  -   XIV. Гадж Сингх, Махараджа Биканера (1723—1787; годы правления: 1746—1787)
                    -  XV. Радж Сингх II, Махараджа Биканера (1744—1787; год правления: 1787)
                      -   XVI. Пратап Сингх, Махараджа Биканера (1781—1787; год правления: 1787)

                    - Чхатар Сингх (1762—1779)
                      -  Далел Сингх
                        -  Сагат Сингх
                          -  Лалл Сингх (1831—1887)
                            -  XX. Дунгар Сингх, Махараджа Биканера (1854—1887; годы правления: 1872—1887)
                            -   XXI. Ганга Сингх, Махараджа Биканера GCSI, GCIE, GCVO, GBE, KCB (1880—1943; годы правления: 1887—1943)
                              -   XXII. Садул Сингх, Махараджа Биканера GCSI, GCIE, CVO (1902—1950; годы правления: 1943—1949; титулярный махараджа: 1949—1950)
                                - XXIII. Карни Сингх, Махараджа Биканера (1924—1988; титулярный махараджа: 1950—1971; глава княжеской семьи: 1971—1988)
                                  -  XXIV. Наренда Сингх, Махараджа Биканера (1946—2003; глава княжеской сесмьи: 1988—2003)

                                -  Амар Сингх (1925—2007)
                                  -  Чандра Чекхар Сингх (род. 1948)
                                    -  XXV. Рави Радж Сингх, Махараджа Биканера (род. 1977; глава княжеской семьи с 2003 г.)

                    -   XVII. Сурат Сингх, Махараджа Биканера (1765—1828; годы правления: 1787—1828)
                      -   XVIII. Ратан Сингх, Махараджа Биканера (1790—1851; годы правления: 1828—1851)
                        -   XIX. Сардар Сингх, Махараджа Биканера (1818—1872; годы правления: 1851—1872)